# Oživená prehistorie
Spolek Oživená (pre)historie (Revived prehistory) se věnuje ochraně památek, kulturních hodnot a archeologického dědictví, experimentální archeologii a popularizaci archeologie. Spolek je členem České archeologické společnosti (ČAS), působí především v Plzni a věnuje se rozvoji pravěké osady v Zoologické a botanické zahradě města Plzně.  

## Historie
Původní občanské sdružení bylo založeno roku 2010 v Plzni v souvislosti se znovuoživením pravěké osady v areálu Zoologické a botanické zahrady města Plzně. Osada sestávající ze tří rekonstruovaných domů ze starší doby železné (tzv. doby halštatské) byla založena roku 1999 za výrazného přispění pracovníků Západočeského muzea v Plzni. Mezi lety 2000 a 2009 nebyla domům věnována odborná péče. Té se nakrátko ujala Západočeská pobočka České archeologické společnosti (ČAS), která iniciovala založení občanského sdružení. Oživená (pre)historie se však v rámci projektu Život a řemesla v pravěku a raném středověku soustředila nejen na péči o stávající domy, ale také na archeologické experimenty, včetně výstavby dalších objektů. Ve spolupáci s pracovníky Západočeského muzea v Plzni a ZOO a BZ města Plzně se sdružení podílelo také na rozšíření naučné stezky o původu člověka v paleolitu o panely informující o obdobích neolitu, eneolitu, době bronzové a době železné v západních Čechách. V blízkosti panelů vznikly postupně dva další areály - tábořiště lovců a sběračů starší doby kamenné (paleolitu a mezolitu) a metalurgická dílna doby bronzové. V roce 2016 bylo občanské sdružení, v souladu s požadovanými legislativními změnami, přeměněno na spolek, který nadále využívá všechny zmíněné areály ke své experimentální činnosti i k ukázkám každodenního života a řemesel v pravěku.

## Hlavní činnost spolku

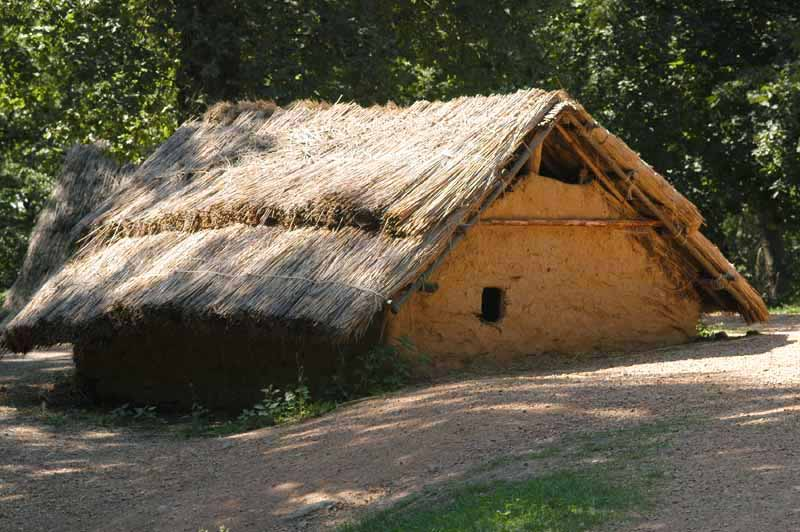
Rekonstrukce domu z doby halštatské

Experimentální činnost spolku souvisí zejména s rozvojem archeoskanzenu - pravěké osady v areálu Zoologické a botanické zahrady města Plzně. Nejstarší část tvoří vlastní halštatská osada sestávající ze tří domů (velký dům sloupové konstrukce a dvě menší polozemnice), hrnčířské pece, chlebové pece, dvou ohnišť, přístřešku na skladování materiálů, záhonů a políček, atd. Osada je vhodně umístěna u výběhů vlků a medvědů. Níže po svahu se nachází malá metalurgická dílna na odlévání bronzových předmětů z doby bronzové. Nejníže je položeno tábořiště lovců a sběračů střední doby kamenné (mezolitu), jehož jádro tvoří mezolitická chýše proutěné konstrukce pokryté rákosem.  
Experimenty zahrnují nejen rekonstrukce pravěkých staveb a objektů, ale také opracování kamene (výroba štípané a broušené industrie, vrtání kamene), opracování dřeva, kosti, parohu, textilní výrobu (s využitím rostlinných i živočišných materiálů), výrobu keramických nádob a předmětů (vypalovaných v hrnčířské peci nebo na otevřeném ohništi), bronzovou metalurgii (od přípravy tyglíků a odlévacích forem po odlévání předmětů), pěstování rostlin (původních bylinek, zeleniny, lnu, obilí, barvířských rostlin), přípravu potravy, ale také (dětské) hry či hudební produkci. 
Těžiště popularizační činnosti spolku spočívá v pořádání akcí pro veřejnost (tzv. Dny pravěkých technologií či soutěžní dny pro rodiny s dětmi, apod.) ve zmíněných areálech pravěké osady ve spolupráci se ZOO/BZ města Plzně. Jde zpravidla o 8 akcí ročně (od května do října). Spolek prezentuje svou činnost také v rámci dalších akcí nejen v Plzni, ale i na dalších místech České republiky (viz níže). 
O své činnosti informuje spolek pravidelně prostřednictvím aktuálních zpráv na profilu Západočeské pobočky České archeologické společnosti, výročních zpráv ZOO a BZ města Plzně, konferenčních příspěvků (např. The Experimental Archaeology Conference, Rekonstrukce a prezentace archeologických objektů Archivováno 24. 3. 2019 na Wayback Machine. v Deštném v Orlických horách, Archeologie a veřejnost), zpráv v odborných publikacích či odborných článků.

## Spolupráce s dalšími institucemi
Spolek je členem České archeologické společnosti (ČAS) a intenzivně spolupracuje s její Západočeskou pobočkou. V současnosti ve spolku působí pracovníci, studenti a absolventi Katedry archeologie Fakulty filozofické Západočeské univerzity v Plzni, pracovníci Západočeského muzea v Plzni, členové Západočeské pobočky České archeologické společnosti a další zájemci o archeologii. Spolek se zapojuje do pořádání kulturních a popularizačních akcí zejména v Plzni. Ve spolupráci s Katedrou archeologie ZČU v Plzni a Západočeským muzeem v Plzni pořádá Mezinárodní den archeologie (zpravidla třetí říjnovou sobotu). Ve spolupráci s Katedrou archeologie ZČU v Plzni se spolek pravidelně podílí na prezentaci archeologie v rámci květnových Plzeňských dvorků či zářijových Dnů vědy a techniky ZČU v Plzni Archivováno 12. 7. 2020 na Wayback Machine.. Členové spolku dále spolupracují např. s Historickým parkem Bärnau/Tachov a prezentují svou experimentální činnost také na dalších kulturních akcích, např. v rámci zářijového veletrhu pravěké a středověké kultury Krumbenowe v Českém Krumlově. Experimentálně vyrobené repliky tvoří součást muzejních výstav (např. stálá expozice Pohledy do minulosti Plzeňského kraje v Západočeském muzeu v Plzni, výstava Poohří za časů lovců a sběračů v Muzeu Cheb v roce 2018). Dále se členové spolku podílejí také na vydávání odborných publikací či pořádání doprovodných programů odborných konferencí (např. workshop Den pravěkých seker v rámci The 19th European Association of Archaeologists Annual Meeting roku 2013 v Plzni).  